# Antoine de Latour
Antoine de Latour (Saint-Yrieix-la-Perche, 30 de agosto de 1808-Sceaux, 1881) fue un escritor, poeta, historiador, hispanista, italianista y viajero francés.

## Biografía
Profesor de Historia, desde 1832 Latour dirigió la educación de Antonio de Orleans (duque de Montpensier), hijo del rey Luis Felipe. Diez años después, en 1843, fue nombrado su primer secretario y lo siguió siendo cuando se casó en 1846 con la infanta Luisa Fernanda, hermana de Isabel II.
Tras la Revolución de 1848, que decepcionó sus ideales monárquicos, se trasladó en la comitiva del duque a España, donde Ramón María Narváez acogió al futuro pretendiente al trono español, y allí residió largos años, interesándose por su arte y cultura. El duque, amigo de intrigas políticas, se vio forzado a marcharse de Madrid e instalarse en Sevilla y en Sanlúcar de Barrameda y allí lo acompañó su fiel amigo y secretario.
Afín a los postulados del Romanticismo, comentó y tradujo primero al francés la obra de numerosos autores italianos como Ludovico Ariosto (1474‑1533), Vittorio Alfieri (1749-1803), Silvio Pellico (1789-1854) o Alessandro Manzoni (1785-1873); luego, cuando se desplazó a España con el duque en 1846, se interesó por la cultura española y le sedujo la figura de Miguel de Mañara, sobre quien escribió una biografía. Fue muy amigo de la escritora Cecilia Böhl de Faber (Fernán Caballero), con quien mantuvo una caudalosa correspondencia, y también se trató con Pedro Antonio de Alarcón y otros muchos escritores católicos españoles que se sirvieron de él como mecenas o pìdiéndole favores; gracias a su intervención, por ejemplo, consiguió un puesto de bibliotecario el erudito bibliógrafo y estudioso del teatro clásico español Cayetano Alberto de la Barrera. Divulgó la literatura española a través de sus colaboraciones en la Revue des Deux Mondes y la Revue de Paris y, consagrado en un principio a la poesía, escribió después libros de viajes, algunos de ellos sobre España y en particular sobre Toledo y Andalucía, reuniendo estos trabajos y otros en volúmenes que tituló Études sur l'Espagne; en ellos hay bastantes errores, porque el autor no cuidaba del dato escrupulosamente exacto, si bien era un escritor sumamente curioso, ameno y entretenido y con ellos abrió las puertas al hispanismo de sus coterráneos Prosper Merimée y Louis Viardot. Dominador de la historia de la literatura francesa, participó en varias ediciones de clásicos franceses como François Malherbe y en la rehabilitación en Francia de la ortodoxia de Juana de Arco promovida por el obispo de Orleans Félix Dupanloup (1802-1878) desde 1869. Estudió la obra del escritor Jean-Pierre Claris de Florian; tradujo y editó además la obra de Alessandro Manzoni y las Memorias de Vittorio Alfieri, así como las Obras completas de Honorat de Bueil de Racan.

## Obras

### Lírica
- Poésies complètes, 1841.
- Poésies complètes, 1871, ampliación del anterior.
- Poésies inédites (dernier recueil), 1882, póstumo.
- Un voyage (1855)
- À mes amis d’Espagne (1860)
- Chemin faisant (1863)
- Fleurs de Castille et d’Andalousie (1865)
- À mes amis de tous pays (1867).

### Historia, crítica literaria y libros de viajes
- Voyage de S. A. R. Monseigneur le duc de Montpensier a Tunis en Egypte, en Turquie et en Grece: Lettres, Paris: Arthus Bertrand Libraire-Editeur, 1847.
- Études sur l'Espagne. Séville et l'Andalousie, 1855.
- Estudios sobre España: Sevilla y Andalucía. Traducción, introducción y notas de Manuel Bruña Cuevas. Sevilla: Ayuntamiento de Sevilla, Instituto de la Cultura y las Artes de Sevilla (ICAS), 2008.
- Don Miguel de Mañara: sa vie, son discours sur la vérité, son testament, sa profession de foi. (Paris: Lévy, 1857).
- Tolède et les bords du Tage: nouvelles études sur l'Espagne. Paris: Michel Lévy Frères, Libraires Éditeurs, 1860 (Simon Raçon et Comp.)
- Sevilla y Andalucía: estudios sobre España. Introducción de Alberto González Troyano. Sevilla: Renacimiento, 2006.
- L' Espagne religieuse et littéraire (Michel Lévy frères, 1863).
- Études littéraires sur l'Espagne contemporaine, 1864.
- Espagne (Didier, 1869).
- Valence et Valladolid (E. Plon et Cie., 1877).
- Psyché en Espagne (G. Charpentier, 1879).
- La Bahía de Cádiz de Antoine de Latour (Diputación Provincial de Cádiz, 1986).
- Viaje por Andalucia de Antonio de Latour (1848) (Castalia, 1954).